# Líha

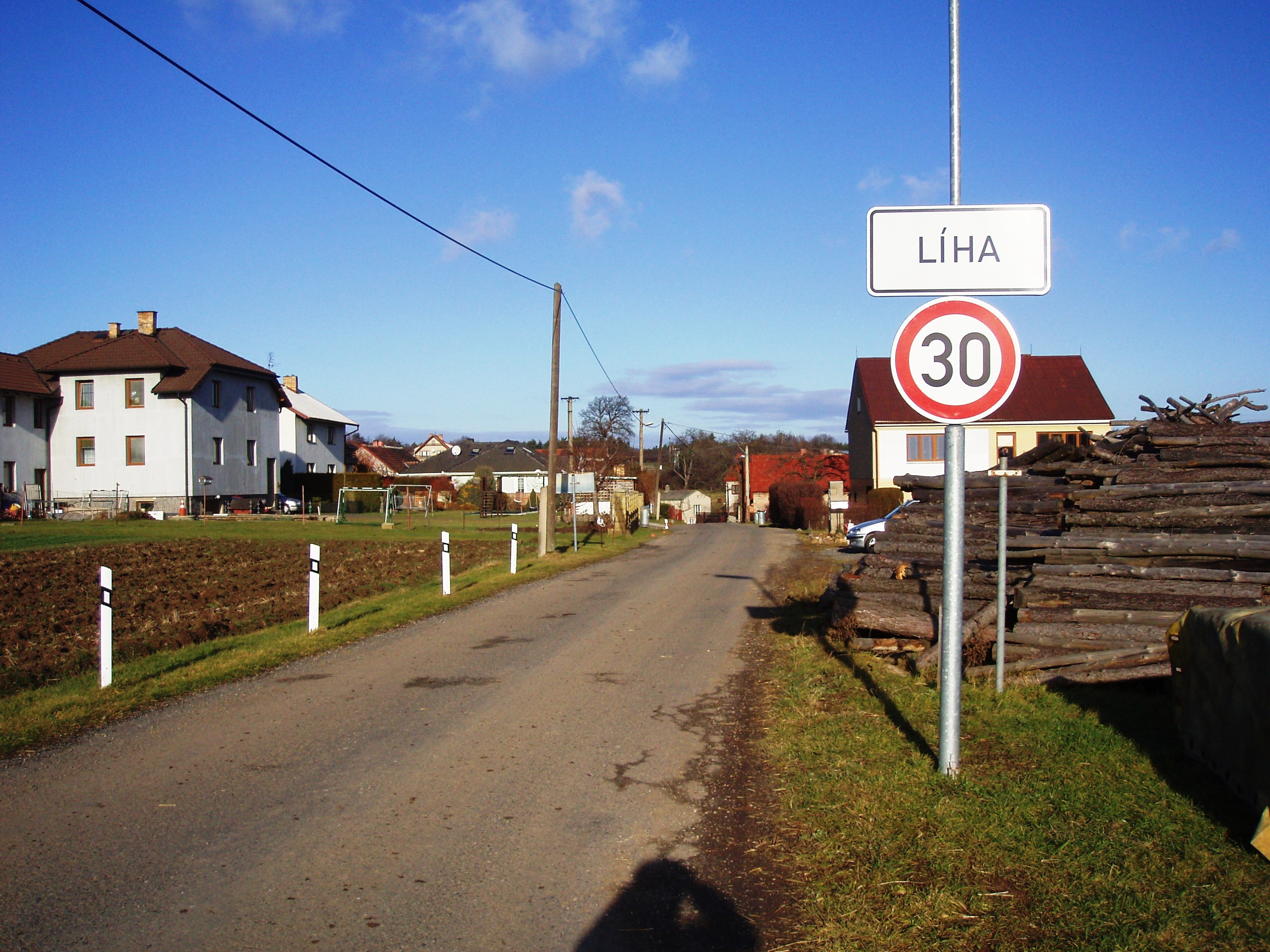
Ortsansicht

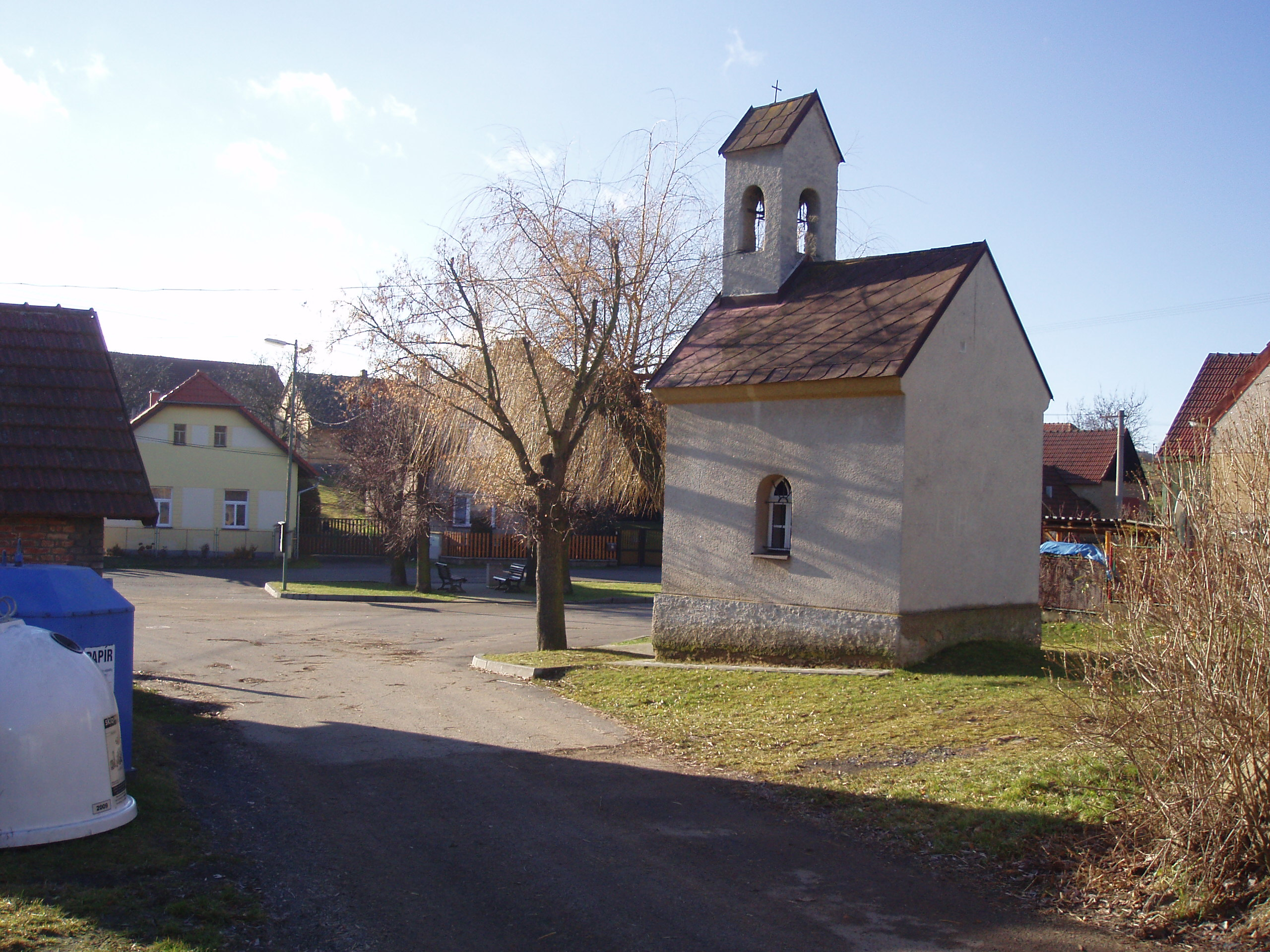
Kapelle

Líha (deutsch Liha) ist ein Ortsteil der Gemeinde Suchodol in Tschechien. Er liegt sechs Kilometer nordöstlich des Stadtzentrums von Příbram und gehört zum Okres Příbram.

## Geographie
Líha befindet sich in der Dobříšská pahorkatina (Dobrischer Hügelland). Das Dorf liegt auf einer Anhöhe über der Quellmulde des Baches Suchodolský potok. Gegen Südosten befindet sich der Flugplatz Příbram. Nördlich erhebt sich der Katov (487 m n. m.), im Osten der Velký Chlum (481 m n. m.), südöstlich der Drásovský Chlum (490 m n. m.), im Süden die Staré Hory (541 m n. m.), südwestlich der Na Vartě (572 m n. m.) und der Strážný (559 m n. m.) sowie im Nordwesten der Kosovec (505 m n. m.). Nach Líha führt eine Stichstraße.
Nachbarorte sind Pičín, Buková u Příbramě und Vršek im Norden, U Kostinků, Kamenný Dvůr, Vackov, Holšiny und Kotenčice im Nordosten, Suchodol im Osten, Višňová, Skalka und Cihelna im Südosten, Dubenec und Bytíz im Süden, Občov und U Budských im Südwesten, Skorotín, Drátovna, Valcha und Trhové Dušníky im Westen sowie Žírovy und Hluboš im Nordwesten.

## Geschichte
Die erste schriftliche Erwähnung von Líha erfolgte im Jahre 1336. Das Dorf wurde als Rundling angelegt. Im 16. Jahrhundert erwarben die Herren Bechinie von Lazan zusammen mit der Herrschaft Pičín auch Líha. Am 16. Oktober 1612 verkaufte die Witwe von Wenzel d. J. Bechinie von Lazan, Judith Bechinie von Předenice, die Feste und das Dorf Trhové Dušníky mit den Dörfern Občov, Líha und Lhota Německá für 27.000 Meißnische Schock an Ulrich Bechinie von Lazan und dessen Frau Anna Kokořovcová von Kokořov. Nach dem Tode von Ulrich Bechinie verkaufte dessen Witwe Anna 1623 den Besitz an den Prager Bürger Johann Werdemann. Dieser veräußerte das Gut Trhové Dušníky zwei Jahre später an Katharina Gräfin von Sulz, geborene Lobkowicz. Von deren Tochter kaufte 1644 Vladislav Chlumčanský von Přestavlk den Ort. Bis 1714 gehörte das Dorf zum Podbrder Kreis, danach wurde es Teil des Berauner Kreises. Von den Chlumčanský erwarb 1734 Wenzel de Bossi die Herrschaft Trhové Dušníky und verkaufte sie 1741 an die Stadt Příbram.
Im Jahre 1846 bestand Liha bzw. Lyha aus 16 Häusern mit 117 Einwohnern, darunter drei jüdischen Familien. Gepfarrt war das Dorf nach Pitschin. Bis zur Mitte des 19. Jahrhunderts blieb Liha als Teil der Příbramer Dorfschaften der Königlichen Silberbergstadt Přibram untertänig.
Nach der Aufhebung der Patrimonialherrschaften bildete Líha/Liha ab 1850 einen Ortsteil der Gemeinde Občov im Gerichtsbezirk Příbram. Ab 1868 gehörte das Dorf zum Bezirk Příbram. In den 1870er Jahren wurde das Dorf ein Ortsteil der neugebildeten Gemeinde Suchodol. Seit dieser Zeit führte das Dorf den Namen Liha. Zu Beginn des 20. Jahrhunderts bildete Liha eine eigene Gemeinde. Im Jahre 1920 wurde der Ortsname in Líha geändert. 1960 erfolgte die Eingemeindung nach Suchodol. Im Jahre 1991 hatte Líha 68 Einwohner, beim Zensus von 2001 lebten in den 27 Wohnhäusern 84 Personen. Líha besteht heute aus 28 Adressen. Wegen seiner abgelegenen Lage wuchs Líha im Laufe der Zeit nur an und hat sein ursprüngliches Ortsbild als Rundling bis in die Gegenwart bewahrt.

## Ortsgliederung
Der Ortsteil Líha bildet den Katastralbezirk Liha. Zu Líha gehört ein Anteil der Einschicht U Budských.

## Sehenswürdigkeiten
- Kapelle des hl. Wenzel auf dem Dorfplatz